# سباستین انچووری
سباستین انچووری (انگلیسی: Sebastián Anchoverri؛ زادهٔ ۲۶ آوریل ۱۹۹۱) بازیکن فوتبال اهل آرژانتین است.
از باشگاه‌هایی که در آن بازی کرده‌است می‌توان به باشگاه فوتبال لانوس اشاره کرد.